# Fugging (Gemeinde Obritzberg-Rust)
Fugging ist eine Ortschaft und eine Katastralgemeinde in der Marktgemeinde Obritzberg-Rust im Bezirk St. Pölten-Land in Niederösterreich.  Die Ortschaft hat 92 Einwohner (Stand 1. Jänner 2024).

## Geografie
Das Dorf liegt westlich von Rottersdorf an der Landesstraße L111.

## Geschichte
Der Ort wurde erstmals 1195 als Fucking erwähnt, 1836 wird er dann Fugging genannt.
Laut Adressbuch von Österreich waren im Jahr 1938 in Fugging zwei Landesproduktehändler, eine Milchgenossenschaft, ein Schmied, ein Viktualienhändler und zahlreiche Landwirte ansässig.